# Pitcairlie House

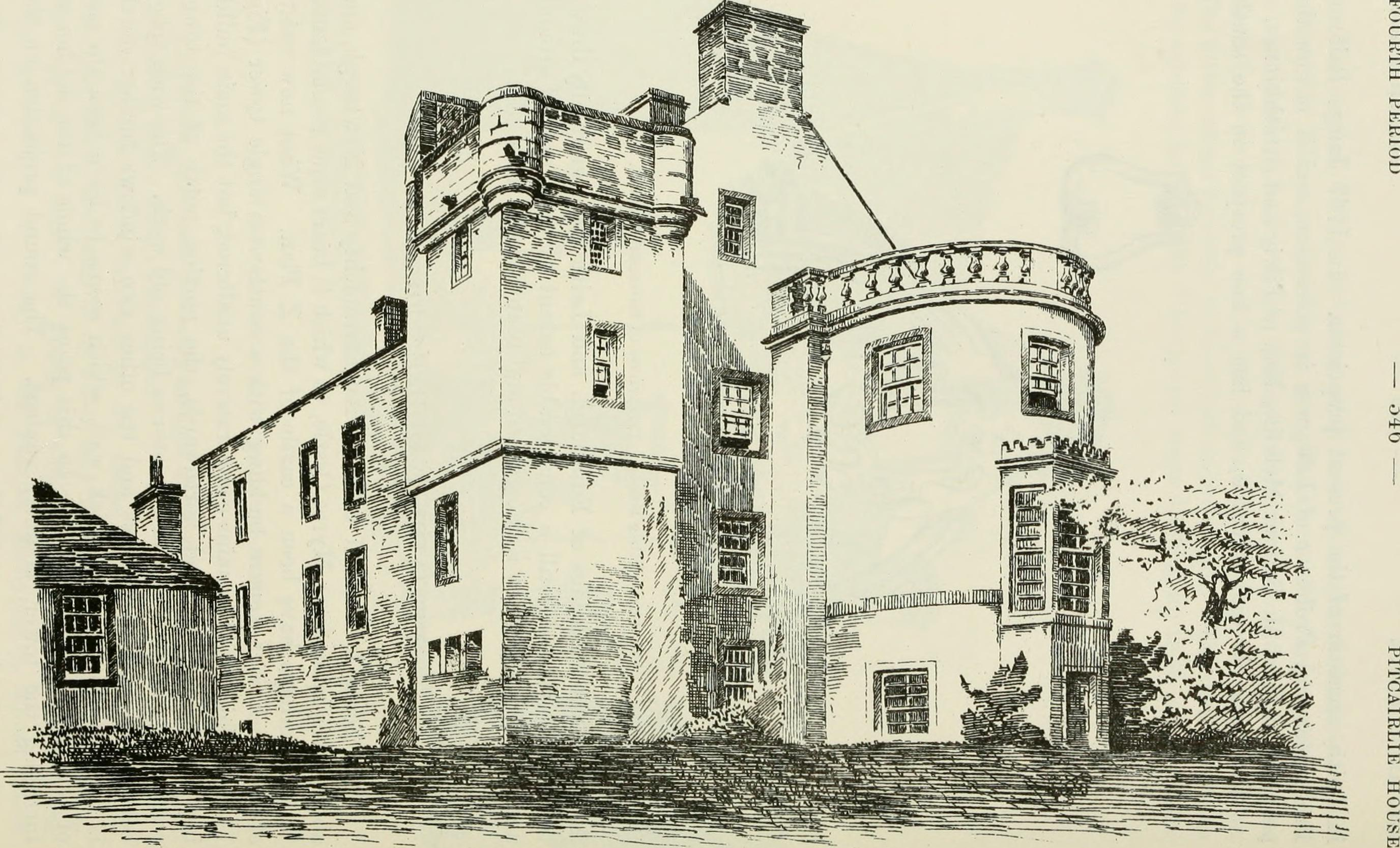
Pitcairlie House

Pitcairlie House ist ein Herrenhaus nahe der schottischen Ortschaft Newburgh in der Council Area Fife. 1972 wurde das Bauwerk als Einzeldenkmal in die schottischen Denkmallisten in der höchsten Denkmalkategorie A aufgenommen.

## Geschichte
Der Kern von Pitcairlie House entstand im späten 16. Jahrhundert. Vermutlich wies es einen Z-förmigen Grundriss auf und war, wie auch das heutige Herrenhaus, in Nordwest-Südost-Richtung ausgerichtet. Um 1730 wurde Pitcairlie House überarbeitet und erweitert. Auch die Kiefervertäfelungen der repräsentativen Räume wurde um diese Zeit und in den folgenden Jahrzehnten ausgeführt. Um 1800 und abermals 1833 wurde das Herrenhaus überarbeitet. Unter anderem stammt der markante geschwungene Bogen an der Südostseite aus dieser Bauphase.

## Beschreibung
Das dreistöckige Pitcairlie House steht isoliert in einer gut zu verteidigenden, strategisch günstigen Position rund 2,5 km südlich von Newburgh. Das Hauptportal an der nordostexponierten Hauptfassade ist im Stile eines venezianischen Fensters gestaltet, das geschwungen bekrönt ist. Rechts schließt sich ein einstöckiger Anbau mit Walmdach an. Links war ein identischer Anbau geplant, er wurde jedoch nicht ausgeführt. Entlang der rückwärtigen Fassaden erstreckt sich ein zweistöckiger Anbau, der ebenfalls nie vollendet wurde. Er verbirgt sich hinter einer Blendmauer mit weiten elliptischen Bögen. Markant sind der vierstöckige Turm mit auskragendem Pseudo-Wehrgang an der Südkante sowie der gerundet heraustretende Anbau mit abgekanteter Auslucht rechts des Turms. Der Anbau schließt mit einer Steinbalustrade, die vermutlich später hinzugefügt wurde.